# Ford Focus
Ford Focus er en lille mellemklassebil bygget af Ford Motor Company. Den blev introduceret i Europa i efteråret 1998, i Nord- og Sydamerika i foråret 2000 og i Australien i september 2002. I de fleste lande efterfulgte den Ford Escort, i Asien og Australien Ford Laser. I 2000 og 2001 var Ford Focus verdens mest solgte bil.
I Europa kom den anden generation på markedet i efteråret 2004, i USA først i 2007.
I april 2011 fulgte i såvel Europa, USA som Asien den tredje generation af Focus.
Modelserien bygges både i Saarlouis i Tyskland og i Almussafes ved Valencia i Spanien, og siden juli 2002 også i Wsewoloschsk ved Sankt Petersborg i Rusland, Hermosillo i Mexico, Gran Buenos Aires i Argentina og Wayne i USA.

## Første generation (1998−2004)
Ford Focus kom på markedet i oktober 1998, og i Nordamerika i foråret 2000. Selv om modellen var udviklet af Ford i Europa, solgte den også godt i USA.
Bilen fandtes ved introduktionen som tre- og femdørs hatchback (modelkode DBW og DAW) med tre forskellige benzinmotorer. I starten af 1999 fulgte en firedørs sedan (modelkode DFW) som efterfølger for Ford Orion, som til Europa blev bygget i Almussafes ved Valencia i Spanien, og stationcarmodellen Turnier (modelkode DNW).
Ford Focus adskilte sig fra konkurrenterne gennem bl.a. sit New Edge-design, som Ford første gang introducerede i 1996 med Ford Ka.
Standardudstyret på tyske biler omfattede bl.a. fire airbags og ABS samt (bortset fra basismodellen) centrallåsesystem, el-ruder foran og i forbindelse med de stærkere motorer også antispinregulering. Listen over ekstraudstyr omfattede videre detaljer som f.eks. klimaanlæg, kørecomputer, fartpilot, sædevarme og senere ESP.
Fra februar 1999 fandtes Focus også med en TDDi-dieselmotor på 1,8 liter, som ydede 66 kW (90 hk). Fra august 1999 fandtes også en 1,8-liters dieselmotor med 55 kW (75 hk).

### Facelift
I oktober 2001 fik Ford Focus i rammerne af et facelift nye forlygter med integreret blinklys og separat fjern- og nærlys, ændrede kofangere såvel som enkelte modificerede detaljer i kabinen (som f.eks. midterkonsollen). Stationcarmodellen Turnier fandtes nu kun med tagræling.
I januar 2002 introduceredes en ny motor, en 2,0-liters benzinmotor med 127 kW (173 hk) i topmodellen ST 170. ST stod her for Sports Technology. Denne model havde en sekstrins gearkasse, mørke forlygter, et større bremseanlæg og sportsundervogn. Derudover havde den specielle sportssæder, efter ønske også fra Recaro. Med faceliftet fandtes Focus også med bi-xenonlys og automatisk klimaanlæg. Fra november 2002 fandtes Focus også som autogasbil med beholderne anbragt under gulvet.
I oktober 2002 introduceredes Focus RS med en 2,0-liters turbomotor med 158 kW (215 hk). Produktionen af denne model var begrænset til 4.501 eksemplarer, kun i farven Ford Racing Blue, og ophørte i november 2003.
Focus fandtes i fire forskellige udstyrsvarianter, en spareversion uden betegnelse og uden bl.a. centrallåsesystem og el-ruder, grundversionen Ambiente, sportsversionen Trend og luksusversionen Ghia. Derudover fandtes der forskellige specialmodeller som f.eks. Viva, Viva X, Futura, Finesse, Sport TDCi og luksusversionerne Ghia X og Ghia Exclusiv.

### Tekniske specifikationer
| Model         | Cylindre | Ventiler | Slagvolume cm³ | Max. effekt kW (hk) / omdr. | Max. drejningsmoment Nm / omdr. | 0-100 km/t sek. | Topfart km/t | Byggeår     |
| ------------- | -------- | -------- | -------------- | --------------------------- | ------------------------------- | --------------- | ------------ | ----------- |
| Benzinmotorer |          |          |                |                             |                                 |                 |              |             |
| 1.4           | 4        | 16       | 1388           | 55 (75) / 5000              | 123 / 3500                      | 14,3            | 171          | 1998 − 2004 |
| 1.6           | 4        | 16       | 1596           | 74 (100) / 6000             | 145 / 4000                      | 10,9            | 185          | 1998 − 2004 |
| 1.8           | 4        | 16       | 1796           | 85 (115) / 5500             | 160 / 4400                      | 10,2            | 198          | 1998 − 2004 |
| 2.0           | 4        | 16       | 1988           | 96 (130) / 5500             | 178 / 4500                      | 9,2             | 201          | 1998 − 2004 |
| 2.0 ST170     | 4        | 16       | 1988           | 127 (173) / 7000            | 196 / 5500                      | 8,2             | 215          | 2002 − 2004 |
| 2.0 RS        | 4        | 16       | 1988           | 158 (215) / 5500            | 310 / 3500                      | 6,7             | 232          | 2002 − 2003 |
| Dieselmotorer |          |          |                |                             |                                 |                 |              |             |
| 1.8 TDDi      | 4        | 8        | 1753           | 55 (75) / 4000              | 175 / 1800                      |                 | 167          | 1999 − 2004 |
| 1.8 TDDi      | 4        | 8        | 1753           | 66 (90) / 4000              | 200 / 2000                      | 12,4            | 184          | 1999 − 2004 |
| 1.8 TDCi      | 4        | 8        | 1753           | 74 (100) / 3850             | 240 / 1750                      |                 | 186          | 2002 − 2004 |
| 1.8 TDCi      | 4        | 8        | 1753           | 85 (115) / 3800             | 250 / 1850                      | 10,8            | 196          | 2001 − 2004 |

### Modeloversigt
- Ford Focus tredørs
(1998–2001)
- Ford Focus femdørs
(1998–2001)
- Ford Focus sedan
(1999–2001)
- Ford Focus Turnier
(1999–2001)
- Ford Focus tredørs
(2001–2004)
- Ford Focus Turnier
(2001–2004)
- Ford Focus ST170
(2002–2004)
- Ford Focus RS
(2002–2003)

## Anden generation (2004−2010)
I november 2004 introduceredes den anden modelgeneration af Ford Focus. Den var baseret på platformen fra den allerede i maj 2003 introducerede kompakte MPV Ford C-MAX. Stationcarversionen Turnier og sedanversionen fulgte i starten af 2005.
Optisk adskilte anden modelgeneration sig fra forgængeren gennem den sigtbare størrelsesforskel samt den tydeligt fladere, stående bagrude.
Ford Focus FFV (FFV = Flexible Fuel Vehicle brugte ætanol som brændstof. Dertil blev brændstofsystemet let modificeret. Benzin og ætanol kan blandes i samme tank i et hvilket som helst blandingsforhold.

### Udstyrsvarianter
I starten var følgende udstyrsvarianter tilgængelige: Ambiente (grundmodel), Trend, Sport, Ghia og Titanium. Derudover fandtes der specialmodellerne Fun X, Style og Connection.
I juli 2006 introduceredes to nye specialmodeller: Focus Fun X og Focus Sport TDCi. Samtidig udgik udstyrsvarianten Sport. I foråret 2007 afløste specialmodellen Style Fun X.
Fra 2008 fandtes også specialmodellerne Black Magic og Silver Magic, Sport og Rallye, og fra 2009 fandtes modellerne Sport, Black Magic, Silver Magic og White Magic også med 1,6 TDCi-dieselmotoren.

### Sikkerhed
Ford Focus havde som standard et omfangsrigt sikkerhedsudstyr. Udover ABS og selestrammere havde den også elektronisk bremseassistent (EBA), ESP og ASR og seks airbags (fører, forsædepassager, to sideairbags foran og hovedairbags). Ved Euro NCAPs kollisionstest fik bilen fem stjerner ud af fem mulige.

### Facelift
I februar 2008 fik Focus et optisk facelift.
Samtidig kom modellen med en dobbeltkoblingsgearkasse benævnt Powershift (kun for dieselmotorerne på 2,0 liter) og i forbindelse med xenonlys også LED-baglygter. Begge baglygtevarianterne er lyse. I kabinen kom et nyt kombiinstrument med den fra Ford S-MAX kendte, moderne kørecomputer.
Samtidig introduceredes modelvarianten ECOnetic som femdørs og Turnier. Gennem en forbedret motorstyring, letløbsdæk, speciel gearkasseolie, sportsundervogn og ændrede skørter kunne forbruget på commonrail-dieselmotoren på 1,6 liter med 80 kW (109 hk) sænkes til 4,3 liter pr. 100 km.
I marts 2010 blev sedanversionen taget af modelprogrammet som følge af lavere efterspørgsel, og i november 2010 blev den samlede produktion af anden modelgeneration indstillet.

### FocusST
Fra september 2005 byggedes Focus ST, som var udstyret med en turboladet 2,5-liters benzinmotor med fem cylindre med 165 kW (225 hk).
I Focus ST kom talrige dele (som f.eks. motoren og bremseanlægget) fra moderselskabet Volvo. Som den eneste Ford-model kunne den mod merpris leveres i specialmetalliclakeringen Electric Orange, ca. 30 procent af alle i Europa bestilte biler var i denne farve.. I modsætning til forgængeren fandtes modellen ikke som Turnier.
Ligesom de normale Focus-modeller fik Focus ST et facelift i 2008.
Focus ST udgik af produktion i sensommeren 2010.

### Focus Coupé-Cabriolet
Fra marts 2007 byggede Ford en cabriolet-version af Focus under navnet Focus Coupé-Cabriolet, som blev bygget af Pininfarina i Torino i Italien.
Modellen var den første cabriolet fra Ford i Europa med sammenklappeligt tag. Ståltaget kunne åbnes eller lukkes indefra bilen på 29 sekunder. Bilen fandtes med 1,6-liters benzinmotoren med 74 kW (101 hk), 2,0-liters benzinmotoren med 107 kW (145 hk) og 2,0-liters dieselmotoren med 100 kW (136 hk).
Coupé-Cabriolet blev ligesom de andre Focus-modeller optisk og teknisk modificeret i starten af 2008.
Focus Coupé-Cabriolet udgik af produktion i juli 2010.

### Focus C-MAX
Den allerede siden midten af maj 2003 byggede, første modelgeneration af den kompakte MPV Ford C-MAX, som blev bygget på Fords fabrik i Saarlouis, dannede basis for anden modelgeneration af Ford Focus.

### Focus SUV
En yderligere specialmodel er den kompakte SUV Ford Kuga på basis af Focus, som gik i produktion i februar 2008.

### FocusRS
Den 22. juli 2008 introducerede Ford på London International Motor Show for første gang serieversionen af Focus RS, som kom på markedet i foråret 2009. Focus RS var baseret på den sportslige modelvariant Focus ST.
Selv om produktionen oprindeligt var begrænset til 7.000 eksemplarer, øgede Ford produktionen af Focus RS som følge af uventet stor efterspørgsel til 11.000 eksemplarer.

#### Karrosseri
Focus RS, som kun fandtes som tredørs, adskiller sig tydeligt optisk fra de andre Ford-modeller. Forskærmene var bredere, så de større 19"-hjul med 235-dæk kunne være der. For- og bagskørterne var komplet nydesignede.

#### Kabine
De specielt til bilen udviklede, skålformede sæder bød på god side- og rygstøtte. Focus RS havde derudover ekstra instrumenter og et speedometer, hvis skala gik til 280 km/t.

#### Motor
Den allerede i Focus ST benyttede 2,5-liters turbomotor blev modificeret med et nyt cylinderhoved med overliggende knastaksler og en større BorgWarner K16 turbolader med højere ladetryk, større intercooler og ny motorstyring. Derved steg ydelsen til 224 kW (305 hk), og det maksimale drejningsmoment lå på 440 Nm.

#### Undervogn
Focus RS var standardudstyret med en ny forakselkonstruktion („Revo-Knuckles“). Derudover rådede den også over en „Quaife-Automatic-Torque-Biasing“-differentialegearkasse, som var et mekanisk spærredifferentiale med seks planetgear.

#### Præstationer
Accelerationen fra 0 til 100 km/t var af fabrikanten angivet til 5,9 sekunder og tophastigheden til 263 km/t. Det tyske biltidsskrift sport auto målte i sommeren 2010 et eksemplar til 6,1 sekunder, mens en bil i anden test i 2009 var 6,4 sekunder om det.

### FocusRS500
I marts 2010 introducerede Ford på Auto Mobil International i Leipzig en til 500 eksemplarer begrænset specialmodel Focus RS500.

#### Karrosseri
Ligesom Focus RS fandtes RS500 kun som tredørs. Udefra adskilte den sig kun gennem farven, som var matsort. Denne farve var dog ingen lakering, men derimod en foliering produceret af 3M. Under denne foliering var karrosseriet lakeret i farven Panthersort metallic.

#### Kabine
I kabinen havde RS500 skålformede Recaro-sæder, som var betrukket med sort alcantara-glatlæder-mix. Derudover omfattede listen over ekstraudstyr et navigationssystem med touchscreen og røde lædersportssæder, også fra Recaro.

#### Motor
Basis var motoren fra Focus RS, som igen blev modificeret. I RS500 havde den bl.a. en større intercooler, hvilket muliggjorde en højere kompression, et modificeret luftfilter og en anden benzinpumpe, hvorved motoren ydede 257 kW (350 hk). Samtidig steg drejningsmomentet til 460 Nm.

#### Undervogn
Undervognen i Focus RS500 var endnu sportsligere afstemt og ca. 40 mm bredere. Derudover var bilen, ligesom Focus RS, standardudstyret med sportsdæk.

#### Præstationer
RS500 var tydeligt hurtigere i accelerationen end Focus RS. Så den accelererede fra 0 til 100 km/t på 5,6 sekunder, og tophastigheden var 265 km/t.

### Tekniske specifikationer
| Model         | Cylindre | Ventiler | Slagvolume cm³ | Max. effekt kW (hk) / omdr. | Max. drejningsmoment Nm / omdr. | 0-100 km/t sek. | Topfart km/t | Byggeår     |
| ------------- | -------- | -------- | -------------- | --------------------------- | ------------------------------- | --------------- | ------------ | ----------- |
| Benzinmotorer |          |          |                |                             |                                 |                 |              |             |
| 1.4           | 4        | 16       | 1388           | 59 (80) / 5700              | 124 / 3500                      | 14,1            | 164          | 2004 − 2010 |
| 1.6           | 4        | 16       | 1596           | 74 (100) / 6000             | 145 / 4000                      | 11,9            | 197          | 2004 − 2010 |
| 1.6 Ti-VCT    | 4        | 16       | 1596           | 85 (115) / 6000             | 155 / 4150                      | 10,8            | 190          | 2004 − 2010 |
| 1.8           | 4        | 16       | 1798           | 92 (125) / 6000             | 165 / 4500                      | 10,3            | 198          | 2006 − 2010 |
| 2.0           | 4        | 16       | 1999           | 107 (145) / 6000            | 185 / 4500                      | 9,2             | 206          | 2004 − 2010 |
| ST            | 5        | 20       | 2521           | 165 (225) / 6100            | 320 / 1600                      | 6,8             | 241          | 2005 − 2010 |
| RS            | 5        | 20       | 2521           | 221 (300)                   | 440 / 2300 − 4500               | 6,0             | 260          | 2009 − 2010 |
| RS500         | 5        | 20       | 2521           | 257 (350)                   |                                 | 5,6             | 265          | 2010        |
| Dieselmotorer |          |          |                |                             |                                 |                 |              |             |
| 1.6 TDCi      | 4        | 16       | 1560           | 66 (90) / 4000              | 215 / 1750                      | 12,7            | 177          | 2004 − 2010 |
| 1.6 TDCi      | 4        | 16       | 1560           | 80 (109) / 4000             | 260 / 1750                      | 10,9            | 188          | 2004 − 2010 |
| 1.8 TDCi      | 4        | 8        | 1753           | 85 (115) / 3700             | 280 / 1900                      | 10,8            | 190          | 2004 − 2010 |
| 2.0 TDCi      | 4        | 16       | 1997           | 81 (110) / 4000             | 275 / 2000                      | 11,6            | 185          | 2008 − 2010 |
| 2.0 TDCi      | 4        | 16       | 1997           | 100 (136) / 4000            | 320 / 2000                      | 9,3             | 203          | 2004 − 2010 |

### Modeloversigt
- Ford Focus tredørs
(2004–2008)
- Ford Focus femdørs
(2004–2008)
- Ford Focus sedan
(2005–2008)
- Ford Focus Turnier
(2005–2008)
- Ford Focus tredørs
(2008–2010)
- Ford Focus femdørs
(2008–2010)
- Ford Focus sedan
(2008–2010)
- Ford Focus Turnier
(2008–2010)

## Tredje generation (2010−2018)
På Detroit Motor Show præsenterede Ford i januar 2010 den tredje modelgeneration af Focus. Den er baseret på samme platform som anden generation af Ford C-MAX, og produktionen begyndte den 6. december 2010.
Tredje generation sælges også som verdensbil og bygges i såvel Europa, USA som Asien.
Introduktionen i de forskellige europæiske lande fandt sted på flere forskellige tidspunkter, i Tyskland f.eks. den 9. april 2011. Modellen findes som femdørs hatchback og firedørs sedan, mens stationcarmodellen Turnier fulgte i maj 2011. En tredørs hatchback eller coupé-cabriolet ligesom hos forgængeren kommer højst sandsynligt ikke på markedet.
Ligesom hos forgængeren introducerer Ford i starten af 2012 en sparsommelig ECOnetic-version med et forbrug på 3,5 l/100 km og et CO2-udslip på mindre end 95 g/km. Planlagt til midten af 2012 er også en el- og en hybridversion.
I starten af 2012 kommer en ny Focus ST. Denne model har ikke længere en femcylindret motor fra Volvo, men i stedet en toliters firecylindret motor med direkte indsprøjtning fra den nye EcoBoost-generation. Denne motor yder 184 kW (250 hk) og har et maksimalt drejningsmoment på 360 Nm. I modsætning til anden generation findes modellen også som Turnier i Europa. Forbruget og CO2-udslippet er nedsat ca. 20 procent i forhold til forgængeren. Introduktionen fandt sted på Frankfurt Motor Show i 2011.
Ved EuroNCAPs kollisionstest fik bilen fem ud af fem mulige stjerner.
- Focus hatchback bagfra
- Ford Focus sedan
(2011−)
- Ford Focus Turnier
(2011−)
- Ford Focus ST (2012−)
- Ford Focus Electric
(2012−)
- Instrumentbræt
- Undervogn

### Motorer
| Model                | Cylindre | Ventiler | Slagvolume cm³ | Max. effekt kW (hk) / omdr. | Max. drejningsmoment Nm / omdr. | 0-100 km/t sek. | Topfart km/t | Byggeår |
| -------------------- | -------- | -------- | -------------- | --------------------------- | ------------------------------- | --------------- | ------------ | ------- |
| Benzinmotorer        |          |          |                |                             |                                 |                 |              |         |
| 1.0 EcoBoost         | 3        | 12       | 998            | 74 (100) / 6000             | 170 / 1500 − 4500               | 12,6            | 187          | 2012 −  |
| 1.0 EcoBoost         | 3        | 12       | 998            | 92 (125) / 6000             | 170 / 1500 − 4500               | 11,4            | 195          | 2012 −  |
| 1.6 Ti-VCT           | 4        | 16       | 1596           | 63 (85) / 6000              | 141 / 2500                      | 14,3            | 170          | 2011 −  |
| 1.6 Ti-VCT           | 4        | 16       | 1596           | 77 (105) / 6000             | 150 / 4000 − 4500               | 12,3            | 187          | 2011 −  |
| 1.6 Ti-VCT           | 4        | 16       | 1596           | 92 (125) / 6300             | 159 / 4000                      | 10,9            | 196          | 2011 −  |
| 1.6 EcoBoost         | 4        | 16       | 1596           | 110 (150) / 5700            | 240 / 1600 − 4000               | 8,6             | 210          | 2011 −  |
| 1.6 EcoBoost         | 4        | 16       | 1596           | 134 (182) / 5700            | 240 / 1600 − 5000               | 7,9             | 222          | 2011 −  |
| Benzin/E85-motor     |          |          |                |                             |                                 |                 |              |         |
| 1.6 Ti-VCT Flexifuel | 4        | 16       | 1596           | 88 (120) / 6300             | 159 / 4000                      | 11,1            | 193          | 2011 −  |
| Dieselmotorer        |          |          |                |                             |                                 |                 |              |         |
| 1.6 TDCi             | 4        | 8        | 1560           | 70 (95) / 3600              | 230 / 1500 − 2000               | 12,5            | 180          | 2011 −  |
| 1.6 TDCi ECOnetic    | 4        | 8        | 1560           | 77 (105) / 3600             | 270 / 1750 − 2000               | 11,8            | 187          | 2012 −  |
| 1.6 TDCi             | 4        | 8        | 1560           | 85 (115) / 3600             | 270 / 1750 − 2500               | 10,9            | 193          | 2011 −  |
| 2.0 TDCi             | 4        | 16       | 1997           | 85 (115) / 3750             | 300 / 1500 − 2250               | 10,9            | 196          | 2011 −  |
| 2.0 TDCi             | 4        | 16       | 1997           | 103 (140) / 3750            | 320 / 1750 − 2750               | 8,9             | 207          | 2011 −  |
| 2.0 TDCi             | 4        | 16       | 1997           | 120 (163) / 3750            | 340 / 2000 − 3250               | 8,6             | 218          | 2011 −  |

## Focus i USA
Også i Nordamerika var Focus den direkte efterfølger for Escort, hvor sedanversionen var den mest efterspurgte. Focus kom dog først på markedet i Nordamerika i foråret 2000, to år efter den kom på markedet i Europa. Escort fortsatte dog yderligere to år i produktion. Den første Focus til USA var bortset fra optiske detaljer og motorprogrammet identisk med den europæiske version og fandtes ligesom denne som tre- og femdørs hatchback, sedan og stationcar (i USA benævnt Wagon).
Den anden generation, som kom på markedet i USA i 2007, havde dog ikke ret meget med den europæiske version at gøre, men var i stedet en optisk modificeret Focus af første generation. Bilen fandtes som firedørs sedan og todørs coupé. Den eneste motor var en 2,0-liters benzinmotor med 104 kW (141 hk).
Den tredje generation sælges siden 2011 parallelt i Europa og USA. I modsætning til den europæiske version findes Focus i Nord- og Mellemamerika kun med én motorvariant, nemlig en 2,0-liters Ti-VCT-motor med 119 kW (162 hk).
- Ford Focus ZX3 Hatchback (2000–2007)
- Ford Focus Sedan
- Ford Focus ZX5 Hatchback
- Ford Focus Wagon
- Ford Focus Sedan
(2007–2011)
- Ford Focus Coupé
- Instrumentbræt
- Ford Focus Sedan
(2011−)